# Heinrich Hoffmann
Heinrich Hoffmann (Francoforte sul Meno, 13 giugno 1809 – Francoforte sul Meno, 20 settembre 1894) è stato uno psichiatra e scrittore tedesco. Studiò medicina a Heidelberg e dal 1851 fu direttore dell'ospedale psichiatrico di Francoforte.

## Biografia

### I primi anni e l'esperienza politica
A soli sei mesi Heinrich rimane orfano di madre, così il padre, l'architetto Phillipp Hoffmann, decide di risposarsi, scegliendo come sua nuova moglie la zia del neonato, sorella della defunta, Antoinette Lausberg.
Hoffmann studia medicina a Heidelberg e ad Halle per poi trasferirsi subito dopo la laurea a Parigi, da dove farà ritorno in Germania a causa dei problemi di salute del padre. 
Alcuni anni dopo la sua laurea, solo dopo essersi dedicato alla cura dei più disagiati negli ospedali per i poveri, all'insegnamento dell'anatomia presso l'Istituto Senckenberg di Francoforte e ad uno studio più approfondito della patologia, Hoffmann si avvicina alla psichiatria.
Contemporaneamente all'attività di medico egli ricopre anche cariche politiche. Nel 1848, infatti, è tra i dieci membri scelti della città di Francoforte nel Parlamento provvisorio della Pauluskirche a Francoforte.
Il 1848 è tuttavia un anno molto particolare, l'Europa è scossa dai moti rivoluzionari che, pur avendo dato grandi speranze, si rivelano una cocente delusione, non solo per i rivoluzionari, ma anche per quei riformatori che ambivano all'introduzione delle Costituzioni. 
Proprio nel clima di delusione che segue il fallimento dei moti del 1848, Hoffmann decide di abbandonare la politica e di dedicarsi esclusivamente all'attività di medico. Egli darà il via in Germania ad una riforma psichiatrica che porrà le basi per una vera e propria rivoluzione della psichiatria: le sue idee, infatti, saranno portate avanti con fermezza da altre grandi personalità nell'ambito medico tedesco.
Ne è un esempio Alois Alzheimer, che calcherà le orme di Hoffmann sostenendo sia la necessità di un approccio più umano alla cura delle malattie mentali, sia l'introduzione della microscopia per l'analisi tissutale, metodo che risulterà particolarmente efficace nella diagnosi dei disturbi neurologici.

### Tra psichiatria naturale e socio-psichiatria
Nel 1851 diventa direttore della Clinica per dementi ed epilettici di Francoforte sul Meno, ricoprendo, così, il ruolo di “medico dei pazzi”, espressione particolarmente in uso a quei tempi persino tra gli stessi psichiatri.
Contemporaneamente soddisfa il suo interesse per i reperti anatomo-patologici partecipando a molte autopsie ed eseguendone di persona 73 in 7 anni.
Grazie a queste due importanti esperienze, può riportare nel suo libro "Osservazioni ed esperienze sui disturbi psichici e l'epilessia nell'ospedale psichiatrico di Francoforte sul Meno dal 1851 al 1858 importanti osservazioni sulle malattie psichiche e, soprattutto, può procedere ad una divisione capillare delle singole forme di malattia: la malinconia, la mania, la follia parziale, la follia generale, la demenza e l'epilessia. 
Nel 1845 Wilhelm Griesinger, professore di psichiatria a Berlino, pubblica "Patologia e terapia delle malattie psichiche", dando, così, inizio alla psichiatria “scientifico-naturale”, le cui tesi sono riassumibili nella citazione “le malattie mentali sono malattie del cervello”. Hoffmann sostiene decisamente le idee del professore. Infatti, come molti altri colleghi tedeschi, ritiene che la cura delle malattie psichiche sia da ricercare nel corpo e non nell'anima, come sostenuto, invece, dalla corrente degli psichici.
Condividendo le idee della psichiatria naturale, Hoffmann le applica alla ricerca delle cause delle malattie psichiche, facendo ricorso all'analisi dei tessuti al microscopio e all'anatomia patologica.
Eppure le innovazioni apportate da Hoffmann nell'ospedale di Francoforte e nella sua clinica sulla Roccia delle scimmie non si esauriscono in un differente approccio alla diagnosi: Hoffmann cura scrupolosamente anche progetti socio-psichiatrici, tra i quali il principio non restraint, basato sulla limitazione dell'uso di mezzi coercitivi nel trattamento dei disturbi mentali e l'allestimento di un reparto speciale per i bambini che soffrono di malattie psichiche. 
In tal modo conferma quell'interesse per il mondo dell'infanzia, già dimostrato con la pubblicazione di Pierino Porcospino, il libro di filastrocche che lo ha reso famoso in tutto il mondo, addirittura più di quanto abbiano fatto le sue innovazioni in campo psichiatrico.

### La roccia delle scimmie
Il 1850 è un anno importante per Hoffmann: inizia il progetto della costruzione di una nuova clinica psichiatrica sulla collina di Francoforte, comunemente chiamata Affenstein (roccia delle scimmie).
La costruzione della clinica necessita di fondi consistenti e Hoffmann si occupa personalmente di procurarli tramite campagne di stampa e richieste di finanziamenti, concessi, oltre che dal barone von Wiesenhutten, dall'Ospedale di Santo Spirito di Lubecca.
Indispensabile contributo alla realizzazione del progetto è quello dell'architetto Oskar Pichler, conosciuto nella clinica di Illenau nel Baden. L'incontro tra i due avviene a causa del ricovero della moglie dell'architetto presso l'ambulatorio di Hoffmann a seguito di una malattia nervosa. In quell'occasione Pichler osserva attentamente la struttura che ospita la clinica e decide di partecipare alla gara per ottenere l'incarico di elaborare i progetti per la realizzazione della nuova clinica sulla roccia delle scimmie.
Ottenuto l'incarico, dall'aprile del 1856 l'architetto e Hoffmann partono per visitare tutti i più importanti ospedali d'Europa, tra i quali quelli di Parigi, Londra, Berlino e Amburgo.
Al ritorno dal viaggio si decide di procedere alla costruzione della struttura seguendo lo stile tedesco: nel maggio del 1864 la clinica è completata ed Hoffmann può trasferirsi, con un centinaio di pazienti, in quello che viene soprannominato “castello dei matti sulla roccia delle scimmie”. Questa espressione è dovuta allo stile con cui è costruita la clinica, frutto di commistione tra lo stile degli antichi castelli gotici e quello delle originali case di campagna tedesche.
(Heinrich Hoffmann)
L'ospedale riscuote un certo successo, causando un vero e proprio sovraffollamento, tant'è che ben presto ad Hoffmann si presenta la necessità di un aiuto: nel 1864 August Lotz viene nominato suo medico assistente.
(Heinrich Hoffmann)
I due gestiranno la clinica fino al 1888, continuando ad attuare il metodo della non restraint, proponendo agli ospiti della clinica musica, bagni, giardini curati.
Ad Hoffmann e Lotz seguiranno grandi personalità della medicina tedesca, tra cui Alois Alzheimer.

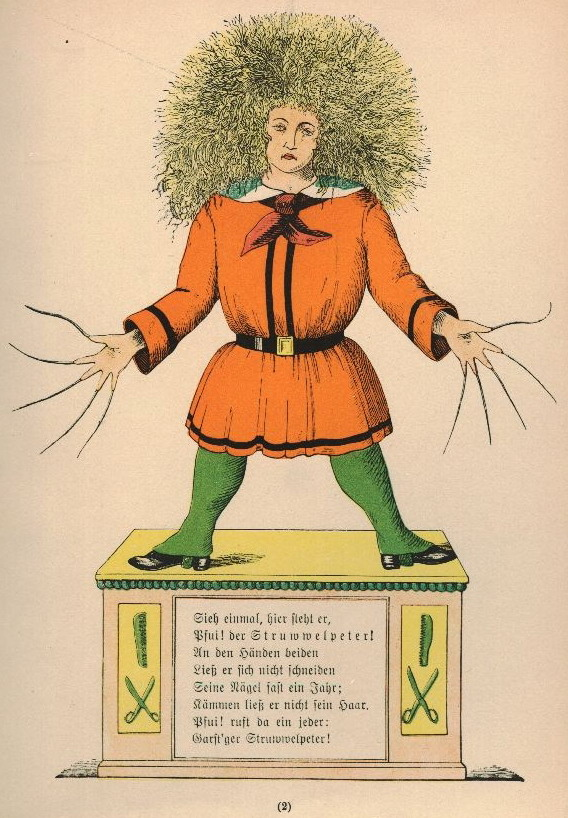
Pierino Porcospino (tedesco)

## La genesi ed il successo di Pierino Porcospino
Oltre alle sue pubblicazioni professionali, Hoffmann scrisse brevi racconti per bambini. Il suo libro più famoso è "Pierino Porcospino" (Der Struwwelpeter), una raccolta di filastrocche illustrate dove si narra la sorte finale di bambini maleducati o imprudenti, con un notevole umorismo nero. 
Il libro di filastrocche nasce in un'occasione particolare: Der Struwwelpeter è il regalo fatto dallo psichiatra al figlio Carl per il natale del 1844.. Il lavoro genera tale entusiasmo tra i familiari e gli amici che Hoffmann viene esortato a pubblicare le storie in esso contenute.
La prima pubblicazione risale al 1845 e costa 59 kreutzers presso la libreria Literarische Anstalt.. In questa edizione Hoffmann si firma Reimerich Kinderlieb (Rimatore amante dei bambini). Il libro riscuote un tale successo che ne vengono pubblicate altre sei edizioni. Solo dalla quinta in poi, però, Hoffmann decide di abbandonare gli pseudonimi e far uso del suo vero nome. Nella sesta edizione si delinea definitivamente l'architettura delle storie: Struwwelpeter viene spostata al primo posto e dà il nome alla raccolta. 
Dopo le favole dei fratelli Grimm, quello di Hoffmann è il libro per bambini più diffuso in Germania.
(Georg Groddeck,psicoanalista)
La prima traduzione inglese è del 1848, pubblicata da Friedrich Volckmar. Tuttavia è altrettanto importante quella pubblicata a New York nel 1935 ad opera di Mark Twain. Twain, così come l'autore delle filastrocche, decide di tradurre l'edizione tedesca e regalarla al figlio in occasione della festa del natale. 
Le filastrocche di Hoffmann sono state stampate più di 562 volte e tradotte in tutte le lingue, incluso l'Esperanto.
L'opera fu tradotta in italiano dal senatore milanese Gaetano Negri e venne pubblicata nel 1882 dall'Editore Hoepli. A quest'ultimo si deve la traduzione del nome del personaggio di Hoffmann in "Pierino Porcospino". La sua è anche l'unica traduzione italiana in commercio. Sebbene la traduzione di Negri risulti particolarmente riuscita, in Italia, rispetto al Pinocchio di Collodi, Pierino Porcospino non ha riscosso grande successo o, per lo meno, non grande quanto in altri paesi come l'Inghilterra.

## Opere
- Beobachtungen und Erfahrungen über Seelenstörungen und Epilepsie, H.Hoffmann, Frankfurt, Literarische Anstalt, 1859 - 175 pagine
- Lebenserinnerungen, H. Hoffmann, Frankfurt, ed. Insel Verlag, 1985 - 364 pagine
- Der Struwwelpeter, oder, Lustige Geschichten und drollige Bilder, H. Hoffmann, Frankfurt, Literarische Anstalt, 1844 - 111 pagine